# Zerlach
Zerlach è una frazione di 1 690 abitanti del comune austriaco di Kirchbach-Zerlach, nel distretto di Südoststeiermark, in Stiria. Già comune autonomo, il 1º gennaio 2015 è stato fuso con l'altro comune soppresso di Kirchbach in Steiermark per costituire il nuovo comune.